# 詹美遜
詹美遜（1921年4月30日—1986年11月19日），加拿大政治人物、外交官、廣播業者，加拿大自由黨籍。
生於紐芬蘭自治領聖約翰斯。1961年任加拿大廣播協會主席，任職四年。
1966年當選加拿大下議院議員，並獲委任為國防生產部長。1969年任運輸部長。1972年轉任區域經濟擴展部長。1976年任外務卿。1983年獲委任為加拿大駐英國高級專員，1985年卸任。
1986年因心肌梗塞逝世，享壽65歲。
加拿大圖書文獻庫藏有詹美遜的檔案全宗。

## 外部連結
- 詹美遜 – 加拿大国会传记

| 加拿大國會                    | 加拿大國會                     | 加拿大國會                        |
| ----------------------------- | ------------------------------ | --------------------------------- |
| 前任： Chesley William Carter | 國會議員 比罕—柏吉奧 1966–1979 | 繼任： 1976年選區廢除             |
| 前任： 1976年選區設立         | 國會議員 比罕—聖喬治 1979      | 繼任： Roger Simmons              |
| 官衔                          |                                |                                   |
| 前任： Charles Mills Drury    | 國防生產部長 1968–1969         | 繼任： 職位廢除                   |
| 前任： 1969年職位設立         | 補給及服務部長 1969            | 繼任： James Armstrong Richardson |
| 前任： Jean Marchand          | 區域經濟擴展部長 1972–1975     | 繼任： Marcel Lessard             |
| 前任： Alastair Gillespie     | 工業、貿易及商業部長 1975–1976 | 繼任： 莊·克里純                  |
| 前任： 麥傑勤                 | 外務卿 1976–1979               | 繼任： Flora MacDonald            |
| 外交職務                      |                                |                                   |
| 前任： Jean Casselman Wadds   | 加拿大駐英國高級專員 1983–1985 | 繼任： Roy McMurtry               |